# Джафар I (емір Тбілісі)
Джафар I (д/н — 914) — 9-й емір аль-Тефеліса у 882—914 роках.

## Життєпис
Син якогось Алі. Про молоді роки нічого невідомо. 882 року призначено еміром аль-Тефеліса (Тбілісі). Проте з огляду на захоплення емірату військами Кларджеті Кахетії йому знадобилося чимало часу для затвердження в державі.
Спрямував зусилля на відбудову мурів столиці та навколишніх фортець, зокрема Коджор і Задазен. На той час межі емірату скоротилися фактично до околиці аль-Тефеліса. Джафар I для забезпечення влади уклав союз з правителями Кахетії Падла I і Квіріке I. Основну загрозу вбачав в еріставі Кларджеті.
906 року спільно з Квіріке I атакував Адарнасе II, царя Гереті, але союзники не змогли досягти значних успіхів. Негайно виникла загроза з боку Кларджеті і Тао, що були союзниками Візантії та Гереті.
914 року приєднався до Юсуфа, володаря держави Саджидів, у поході проти Кахетії. Ймовірно тоді ж або раніше визнав зверхність Юсуфа. Помер Джафар I того ж року. Спадкував йому син Мансур I.